# Combate de Quilmes (1828)
El Combate de Quilmes (1828), también conocido por la historiografía naval como "Refriega en la costa de Quilmes", fue un enfrentamiento menor entre una escuadrilla de la Armada Argentina y la escuadra del Imperio del Brasil durante el último año de la Guerra del Brasil.

## Historia
A mediados de febrero de 1828 el comandante de la escuadra argentina Guillermo Brown consiguió eludir el bloqueo imperial al puerto de la ciudad de Buenos Aires y salió con su escuadrilla en escolta de un regimiento de caballería para refuerzo del ejército en operaciones en la Banda Oriental.
En esa oportunidad, el bergantín estadounidense Sicily que intentaba burlar el bloqueo, apareció el 17 de febrero perseguido por tres buques brasileños, encallando cerca de Quilmes (Buenos Aires).
Seis pequeñas goletas y seis cañoneras, acudieron desde Buenos Aires al mando del capitán Nicolás Erézcano, las que ancladas junto al Sicily mantuvieron varias horas de fuego contra una división de dos bergantines, un bergantín goleta y seis goletas.
El comandante de la armada imperial James Norton, quien se había hecho cargo nuevamente del bloqueo y tenía su insignia en el Caboclo, resultó herido en una pierna y sufrió doce bajas.
Por su parte fueron heridos el comandante de la cañonera N° 10 (Julián Silva), el capitán de artillería Juan Francisco Díaz, el teniente Tomás Refoxo y cinco marineros y soldados. Sufrieron daños la cañonera N° 10 y la goleta 29 de Diciembre.
A las 21 aprovechando la noche y comprobada la imposibilidad de sacar al Sicily, optaron por prenderle fuego y regresar. Al regresar en la noche junto al bergantín incendiado, la cañonera N° 11 (Luciano Castelli) fue atacada por nueve buques brasileros sin que lo notaran las restantes y tras embicarla en la costa de Quilmes su tripulación la abandonó. La cañonera fue capturada por cuatro lanchones que la acosaban y a las 9 menos cuarto de la mañana incendiada y volada.
El incendio de la Sicily que transportaba material de guerra y la pérdida de la cañonera causaron irritación en Buenos Aires y los comandantes de la flotilla fueron sumariados.